# Театральна література (2020-ті)
Перелік театральної літератури, яку було видано протягом 2020-х років.

## 2021
- К.В. Мазур. Театральна школа Придніпров'я. Історія розвитку і становлення театрального відділення (до 90-річчя Дніпропетровського державного театрального училища). — Дніпро : «Ліра», 2021. — 387 с.[1][2]
- Ольга Демідко. Театральне життя північного Приазов’я.[3]
- упорядники Олена Ковальчук, Лілія Волошина, Тетяна Руденко, Богдан Поліщук. Український театральний костюм ХХ-ХХІ ст. Ескізи. — Львів-Київ-Харків : «Видавець Олександр Савчук», 2021.[4]
- Оксана Савченко, Тетяна Киценко, Євген Марковський, Віталій Гавура, Юлія Гончар, Петро Армяновській, Наталія Блок, Ігор Носовський. «8» (збірка нової української драми). — Херсон : Типографія «СТАР», 2021. (результатом драматургічної резиденції «Тиждень актуальної п'єси»  — «Тиждень DRAMLAB / PRO» під менторством Максима Курочкіна)
- Антонен Арто. Театр і його Двійник (переклад з французької Романа Осадчука). — Київ : «Видавництво Жупанського», 2021. — С. 280. — ISBN 978-617-7585-36-6.[5]
- Наталка Ворожбит. Погані дороги. П'єса. — Львів : «Видавництво Анетти Антоненко», 2021. — С. 96 с. + 9 ілюстрацій. — (Колекція театральна) — ISBN 978-617-765-467-3.[6][7]
- Андрій Лягущенко. Український театр. Видатні діячі та менеджмент. — Київ : Видавництво «Мистецтво», 2021. — С. 496. — ISBN 978-966-577-303-0.[8]
- Упорядник Надія Мірошниченко. Дощ в акваріумах площ. П'ять п'єс для дітей та юнацтва. Збірка. — Київ : НЦТМ імені Леся Курбаса. Видавництво «Світ знань», 2021. — С. 184. («Читотинь» Анни Багряної, «Казка тропічного лісу, або Мальва» Надії Симчич, «Не дуже солодка казка» Олександра Вітра, «Не така як треба, або Дощ в акваріумах площ» Неди Нежданої та «Нетудидитина, або Це стається раптово» Олега Миколайчука-Низовця)[9]
- Андрій Пучков. Тривкий тролінґ трикстера: метадраматургія Олександра Корнійчука. — Київ : Видавництво «Дух і літера», 2021. — С. 608. — (Постаті культури) — ISBN 978-966-378-839-5.[10][11]

## 2022
- упорядник Юлія Скибицька. Ажіотаж. Комічні варіації сучасної української драми. Антологія в жанрі комедії. — Київ : «Саміт-книга», 2021. — С. 460. (П’єси 10 авторів: Анна Багряна, Ярослав Верещак, Олександр Вітер, Тетяна Іващенко, Юлія Максименко, Олег Миколайчук-Низовець, Неда Неждана, Надія Симчич, Валентин Тарасов, Наталія Уварова)
- Алла Підлужна. Гра в ляльки. — Київ : ПП «АВІАЗ», 2022. — С. 369. — ISBN 978-617-7209-62-0. (про режисера-лялькаря Юрія Сікало)
- Упорядники Ельвіра Загурська, Анастасія Снісаренко-Єржиковська. Моя Анна. Збірник спогадів про Анну Липківську. — Київ : ПП «АВІАЗ», 2022. — С. 369. (про театральну критикиню Ганну Липківську)[12][13]
- Богдан Гнатюк. Отрута, від якої неможливо відмовитись. Збірки п’єс. — Київ : ПП «АВІАЗ», 2022.[14]
- Ред. упоряд.: Т. Сокіл, В. Богатирьов. Берегиня української сцени Ліна Ізарова: монографія. — Рівне : О. Зень, 2022. — 312 с. — ISBN 978-617-601-413-3.[15]
- Йосип Гірняк / упорядн. Богдан Бойчук, авторка передм. Тетяна Бойко; худ. оформл. Олексій Чекаль.  — Харків : Видавець Олександр Савчук, 2022. — 512 с., 139 іл. с. — 1000 прим. — ISBN 978-617-7538-80-5.[16]
- Лесь Курбас / упорядн. М. Лабінський; післямови М. Москаленко, Д. Лабінська; редактор М. Москаленко. Філософія театру. — Харків-Київ : Видавець Олександр Савчук, Видавництво «Основи», 2022. — 920 с. — ISBN 978-617-7538-82-9.[17][18]
- Миколаївський академічний художній драматичний театр. Бібліографічний покажчик. — Миколаїв : Миколаївська обласна універсальна наукова бібліотека, 2022. — («Театральна Миколаївщина»)[19]
- Збірка текстів звичайних українців, які розповідали про свій досвід війни, для театрів України і світу «Антологія24»[20][21]
- Антонен Арто «Геліоґабал та інші тексти». Переклад з французької Романа Осадчука. – Київ: видавництво Жупанського, 2022, 208 с.[22]

## 2023
- Катерина Рапай. Вік Лідера. — Київ : «Дух і літера», 2023. — С. 256. — (Постаті культури) — ISBN 978-966-378-966-8. (про художника-сценографа Данила Лідера)[23][24]
- упор. Богдан Струтинський. Покидьки та інші п’єси. Сучасна українська драматургія. — Київ : «Фоліо», 2023. — С. 384. — ISBN 978-617-551-413-9. (до збірки увійшли 12 п’єс сучасних українських драматургів і драматургинь, а саме: Андрія Бондаренка, Наталки Блок, Ярослави Блек, Ірини Гарець, Юлії Гончар, Оксани Гриценко, Лєни Лягушонкової, Катерини Пенькової, Людмили Тимошенко. Тексти створені у 2019-2021 роках у рамках проєкту «Лабораторія драматургії Національної спілки театральних діячів України)[25][26]
- передм. А.Гайшинець; упор. Дмитро Терновий. Драма Панорама 2023: Антологія п'єс-переможниць драматургічних конкурсів 2023 року. — Харків : «Театр на Жуках», «Видавець Олександр Савчук», 2023. — С. 404. — 400 прим. — ISBN 978-617-7538-94-2. (до збірки увійшли 10 п’єс сучасних українських драматургів і драматургинь, які перемогли у конкурсах «Драма.UA» («Марафон „російська рулетка“» Катерини Пенькової, «Один день» Лєни Кудаєвої, «Моє пекло» Оксани Савченко), «Липневий мед» («Молочайник» Оксани Гриценко, «Примарна земля» Андрія Бондаренка), «Тиждень актуальної п'єси» («Стікери» Ігоря Носовського, «Мемель – Дніпро» Артура Сумарокова, «Перевізник» Ніни Захоженко), «Reboot Festival» («Хроніки евакуйованого тіла і загубленої душі» Анни Галас) та «Aurora» («Орден застелених ліжок» Лєни Лягушонкової)[27][28][29]
- Неволов Василь. Творчі мандри через роки…. — Київ : «Знання України», 2023. — С. 248. — 300 прим. — ISBN 978-966-316-501-1.
- Табачнікова Світлана Ісаївна. Поліна Нятко. Про моє театральне і особисте життя. — Київ : «КВІЦ», 2023.

Переклади
- Антологія української драматургії «Нова українська драматургія. Том 1. В очікуванні Майдану», пер. польською Анна Коженьовська-Бігун[30]
- Антологія української драматургії «Сучасна українська драматургія. Від А до Я», пер. польською Анна Коженьовська-Бігун[30]

## 2024
- Ольга Нестеренко. Театр – моє життя. — Суми — 30 прим. (про життя та творчість народної артистки України Євгенії Серебрякової)[31]
- Zeitreisen durch die Gegenwart (theatertexte aus der Ukraine). — ISBN 978-3-95808-437-7. («Що чуєш у темряві» Андрія Бондаренка, «Путівник мандрівника в часі на Донбас» Анастасії Косодій, «П’ять пісень з Полісся» Людмили Тимошенко, «Мати Горького» Лєни Лягушонкової, «Жінки та снайпер» Тетяни Киценко, «Три спроби покращити повсякденність» Максима Курочкіна, «Ніч покриває ранок» Оксани Савченко, «Зелені коридори» Наталки Ворожбит, «Еко-балада» Ольги Мацюпи. Переклад з української та вступне есе Лідії Нагель)[32]
- укл. Я. Партола; вступ. ст. О. Аннічев; бібліогр. Ю. Полякова; обкл. і верстка К. Заволока. Ніна Романівна Логвінова: бібліогр. і матеріали. — Харків : ХНУМ імені І. П. Котляревського, 2024. — 52 с.
- Наталія Пономаренко. Михайло Захаревич / Театр – все життя.[33]
- Сергій Васильєв. У дорозі: есеї про візуальне. — Київ : «Дух і літера», 2024. — ISBN 978-617-8262-67-9.[34][35]
- Станіслав Росовецький. Драматургія. Тексти. Редакції: Збірник п’єс. — Київ : ФОП Саломатін Сергій Миколайович, 2024.[36]
- Ганна Веселовська. Микола Садовський. Актор, режисер, антрепренер. 1856–1906. — Київ : «Темпора», 2024. — 364 с. — ISBN 978-617-569-691-0.[37]
- Ірина Запольська, Валентина Вздульська. Таємний путівник глядача. Мандрівка в історію українського театру. — Київ : «Темпора», 2024. — 72 с. — ISBN 978-617-8386-08-5.[38]

## 2025
- Неллі Корнієнко. Театр майбутнього – траєкторія кванту. Порядок, відкритий для випадковості. (Театрознавство інших вимірів). — Київ : Дух і літера, 2025. — 464 с. — ISBN 978-617-8445-19-5.[39]
- Лєна Лягушонкова. Мій прапор запісяв котик. — Київ : Урбіно, 2025. — 336 с. — ISBN 978-617-8618-00-1.[40][41]
- Алла Підлужна. Сила пам'яті. — 2025. (присвячене пам'яті Олександра Бєльського)[42]